# Villa La Vagnola
Villa La Vagnola è una villa storica situata ai bordi del borgo medievale di Cetona in provincia di Siena.

## Storia
La villa fu fatta edificare, a partire dal 1750, dal nobile cetonese Salustio Terrosi, in occasione delle sue nozze con Maria Antonietta Vagnoli. Il luogo, sul quale in precedenza sorgevano anguste casupole seicentesche, fu completamente bonificato e trasformato con imponenti opere di livellamento di terreno.

## Caratteristiche
Il parco, una collina di circa 11 ettari limitata da una cinta di viali di cipressi, comprende una ragnaia di lecci e di altre piante a foglia perenne, un giardino nella zona contigua all'edificio, oliveti e orti. Il sottosuolo è percorso da un sistema di gallerie artificiali, spesso ricoperte di stalattiti e stalagmiti e blocchi di travertino fatti prelevare dal Terrosi nelle numerose grotte del Monte Cetona.
Altre strutture volute da Salustio e dai suoi discendenti ornano il parco tra queste si annoverano: una tomba etrusca, la Tomba della Pania, risalente al VII secolo a.C., ricostruita dopo essere stata smontata e qui trasportata dal luogo di rinvenimento; un teatro di pietra con siepi usate come quinte per circa duecento persone; il Roccolo per la caccia; la Casina turca interamente affrescata secondo la moda dell'epoca.